# 박종세
박종세(朴鍾世, 1943년 3월 13일~)는 대한민국의 화학자이자 기업인이다. 한국바이오벤처협회 회장 및 김대중 정부의 식품의약품안전처장을 지냈다.